# Castell de Torèn
El Castell de Torèn era una antiga fortificació medieval del poble de Torèn, a la comuna de Saorra, de la comarca del Conflent, a la Catalunya del Nord. Era el castell seu de la senyoria de Torèn, històricament lligada a la de Mentet.
Era situat al nord-oest del poble de Torèn, totalment amagat del poble pel bosc existent en aquell lloc. És a l'esquerra del Rec de Torèn, al peu del Camí de los Clots.
Esmentat des del 901, el Castell de Torèn era seu de la senyoria del mateix nom, històricament lligada a la de Mentet. En aquell any, es defineix el territori de Torèn a les delimitacions dels seus veïns Saorra, Escaró, Pi i Fullà.
El castell del segle xiii fou totalment remodelat el segle xix, i a penes queda res de les estructures medievals.